# ماثيو دوهاميل
ماثيو دوهاميل (بالفرنسية: Mathieu Duhamel)‏ (12 يوليو 1984 في فرنسا - ) هو لاعب كرة قدم فرنسي في مركز الهجوم. لعب مع ستاد لافال ونادي إيفيان ونادي تروا ونادي روان ونادي كاين ونادي كريتيل ونادي لوهافر ونادي ميتز ونادي كويفيلي وSO Romorantin ‏.

## وصلات خارجية
- ماثيو دوهاميل على موقع قاعدة بيانات كرة القدم.إي يو (الإنجليزية)
- ماثيو دوهاميل على موقع ليكيب (الفرنسية)
- ماثيو دوهاميل على موقع Soccerbase.com (لاعب) (الإنجليزية)
- ماثيو دوهاميل على موقع Soccerway.com (الإنجليزية)
- ماثيو دوهاميل على موقع عالم كرة القدم.نت (الإنجليزية)
- ماثيو دوهاميل على موقع AS.com (الإسبانية)
- ماثيو دوهاميل على موقع GSA (الإنجليزية)